# (37390) 2001 WL49
2001 WL49 (asteroide 37390) é um asteroide da cintura principal. Possui uma excentricidade de 0.20481170 e uma inclinação de 13.27436º.
Este asteroide foi descoberto no dia 30 de novembro de 2001 por John V. McClusky em Kingsnake.